# هجرة الكواكب
| ولادة النجوم |
| - وسط بين نجمي - غيمة جزيئية - كرة بوك - سديم مظلم - جرم نجمي فتي - نجم أولي - نجم تي الثور - نجم قبل النسق الأساسي - هيربيغ أي/ نجم بي - سديم شمسي |
| أصناف الأجرام الفلكية |
| - جرم هيربج هارو |
| المفاهيم النظرية |
| - دالة الكتلة الأولية - كتلة جينس - آلية كلفن هلمهولتز - فرضية السديم - هجرة الكواكب                                                                |
| هذا الصندوق: اعرض ناقش عدل |

هجرة الكواكب (بالإنجليزية: Planetary migration)‏ في علم الفلك هي التفاعلات الجاذبية بين كوكب أو تابع نجمي آخر مع كوكب مصغر أو مع قرص الكوكب الأولي الذي يقع حول النجم الذي يدور حولة هذا الكوكب. يغير هذا التفاعل مدار الكوكب، ولا سيما نصف محوره شبه الرئيسي مما يتسبب في هجرة الكوكب نحو أو بعيدا عن نجمه.
معدلات الهجرة مقيدة بشدة بالنسبة للإجرام المنخفضة الكتلة ولكنها مفهومة بشكل معقول في حالة الكواكب العملاقة. في كلتا الحالتين، فإن الهجرة الكبيرة تؤثر على تفاصيل وكفاءة تشكل الكوكب. وينطبق هذا التفسير أيضا على الكوكب خارج المجموعة الشمسية وعلى الكواكب الخارجية الغازية ( المشتريات الحارة) ذات الفترات المدارية القصيرة .
تتوقع النظرية المقبولة لتشكل الكواكب من قرص الكواكب الأولية أن مثل هذه الكواكب لا يمكن أن تكون تشكلت قريبة جدا من نجومها، كما أنه لا يوجد كتلة كافية في مثل هذه الأقطار الصغيرة ودرجة الحرارة مرتفعة جدا للسماح بتشكل كوكب مصغر صخري أو جليدي.وقد أصبح من الواضح أيضا أن الكواكب الأرضية قد تكون عرضة للهجرة الداخلية السريعة إذا كانت تشكلت أثناء وجود قرص الغاز. وهجرة الكواكب قد تؤثر على تكوين نوى الكواكب العملاقة (التي لديها كتل تعادل 10 كتل أرضية)، إذا كانت هذه الكواكب تشكلت عن طريق آلية التراكم الأساسية.
ومن المقبول الآن وعلى نطاق واسع لدى علماء الفلك أن كثيرا من الأجسام الأصغر حجما في النظام الشمسي النجميات والمذنبات وأقمار (توابع) الكواكب والقمر  والعملاقة الجليدية كوكب نبتون وأورانوس قد غيرت مداراتها خلال الأربعة بلايين سنة ونصف البليون السابقة.، وأن هذه التغيرات كانت، في بعض الحالات، أكثر إثارة مما هي في حالات أخرى.
وفضلا على ذلك، فقد تغيرت مدارات أقمار الكواكب تغيرا كبيرا منذ تكونها يعتقد أن القمر تكوّن بعيدا عن الأرض بمسافة قدرها 30000 كيلومتر (00 186 ميل) ـ لكنه يبعد عنها الآن في المتوسط 000 384 كيلومتر. لقد تراجع القمر بنحو000 100 كيلومتر في البليون سنة السابقة فقط بسبب القوى المدّيّة التي تمارسها أرضنا.

## في النظام الشمسي

### بلوتو

منظر جانبي لمدار بلوتو يظهر ميله الكبير عن مستوى مسار الشمس

كانت الأجرام الكوكبية الوحيدة المعروفة فيما وراء نبتون هي بلوتو وتابعه شارون. وقد ظلت حالة بلوتو زمنا طويلا تتعارض مع النظريات السائدة حول أصل النظام الشمسي، فهو أقل ضخامة بآلاف المرات من الكواكب الأربعة الغازية العملاقة الخارجية، ومداره منحرف ومختلف جدا عن مدارات الكواكب الرئيسية الثمانية، والموجودة تقريبا في مستوى واحد، والمنفصلة انفصالا كبيرا بعضها عن بعض. وكان بلوتو يتحرك في الأصل في مدار دائري. ومع ارتحال نبتون باتجاه الخارج فقد دفع بلوتو بقوة إلى مدارٍ برنين 2:3، وبالتالي فإن دورته تتناسب مع دورة نبتون. ومعظم علماء الفلك متفقين على أن بلوتو يدين موقفه الحالي إلى الهجرة المفاجئة التي خضع لها نبتون في وقت مبكر من تشكل النظام الشمسي. ويعتقد أن بلوتو كمثل أجسام حزام كايبر من مخلفات الكواكب المصغرة ومكون من القرص الكوكبي الدوار حول الشمس . وأن الاجسام الموجودة في القرص المتفرق، وهي منطقة غير مستقرة ديناميكيا تتداخل مع حزام كايپر، وضعت في مواقعها الحالية من خلال التفاعل مع رنين نبتون المداري أثناء هجرته.

### الكواكب الخارجية

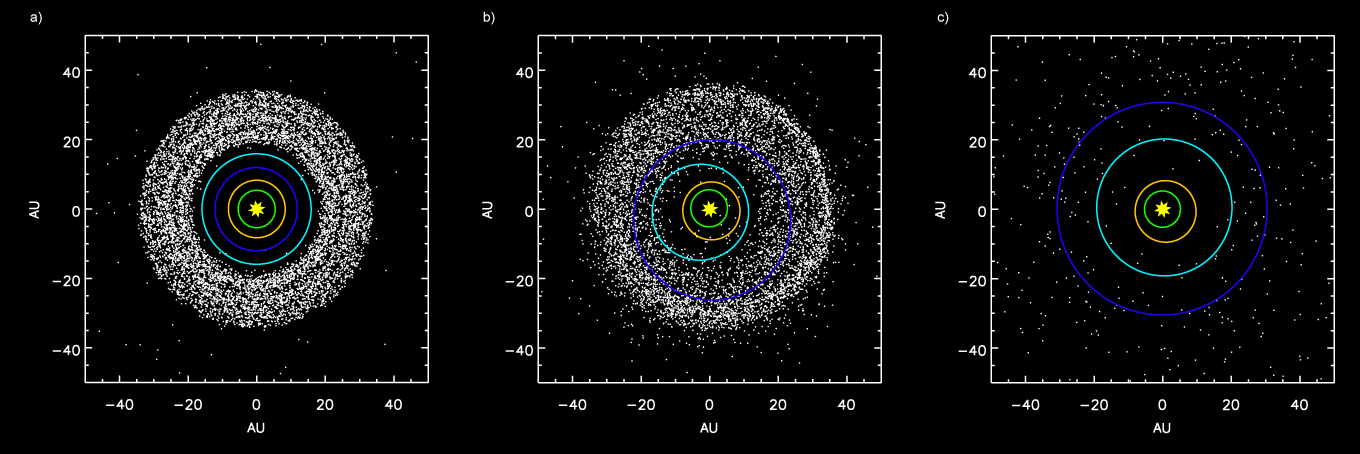
محاكاة تُظهر حزام كايبر والكواكب الخارجية: - أ - قبل أن يصل مقياس رنين زحل إلى 1:2 بالنسبة للمشتري. - ب -تبعثر أجرام حزام كايبر بعد هجرة نبتون. - جـ -بعد قذف أجرام حزام كايبر بواسطة المشتري.

هجرة الكواكب الخارجية هو سيناريو اقترح لشرح بعض الخصائص المدارية للاجرام في المناطق الخارجية للنظام الشمسي . وراء نبتون وحزام كايبر والقرص المتفرق وسحابة أورط وهي ثلاث مجموعات متناثرة من الأجسام الجليدية الصغيرة التي يعتقد أنها نقاط المنشأ لمعظم المذنبات المرصودة.على هذة المسافة من الشمس، التراكم بطيئ جدا لكي يسمح بتشكل الكواكب قبل تفرق السديم الشمسي، لأن القرص الأولي يفتقر إلى الكثافة والكتلة كافية لدعم الكوكب. حزام كايبر يقع على مسافة بين 30 و 55 وحدة فلكية من الشمس، في حين أن القرص المتفرق أبعد من ذلك ويمتد إلى أكثر من 100 وحدة فلكية. وتبدا سحابة أورط من حوالي 50,000 وحدة فلكية .
وفقا لهذا السيناريو كان حزام كايبر في الأصل أكثر كثافة وأقرب إلى الشمس: ويحتوي على الملايين من الكواكب المصغرة، وكان بعد حافته الخارجية في حدود 30 وحدة فلكية، وهي المسافة الحالية لنبتون. وبعد تشكيل النظام الشمسي، تغيرن مدارات جميع الكواكب العملاقة ببطء، متأثرة بتفاعلها مع العدد الكبير من الكواكب المصغرة المتبقية .وبعد عدة مئات الملايين من السنين من الهجرة التدريجية البطيئة سيتقاطع كوكب المشتري وزحل في رنين مداري متبادل متوسط 1: 2 هذا الرنين يزيد من الانحرافات المدارية وزعزعة استقرار النظام الكوكبي بأكمله ويتغير ترتيب الكواكب العملاقة بسرعة وبشكل كبير. اللقاءات اللاحقة بين الكواكب تسبب اندفاع نبتون إلى ما وراء أورانوس ويستقر في حزام كثيف من الكواكب المصغرة .وقد تفرق الكواكب معظم الأجسام الجليدية الصغيرة إلى الداخل، أثناء حركتها إلى الخارج وتتفرق الكواكب المصغرة بنفس الطريقة محركة مدارات الكواكب إلى الخارج أثناء حركتها إلى الداخل. وتستمر هذه العملية حتى تتفاعل الكواكب المصغرة مع المشتري حيث تقوم جاذبية المشتري الهائلة بأرسال الكواكب المصغرة إلى مدارات بيضاوية الشكل، أو حتى طردها مباشرة من النظام الشمسي. وقد يتسبب ذلك في انتقال المشتري إلى الداخل قليلا. سيناريو الانتشار هذا يفسر الكتل المنخفضة لجمهرة الأجرام وراء نبتونية وعلى النقيض من الكواكب الخارجية، لا يعتقد أن الكواكب الداخلية قد هاجرت بشكل كبير على مدى عمر النظام الشمسي.

## الالتقاط الرنيني
هجرة الكواكب يمكن أن تؤدي إلى التقاطها في رنين مداري وسلاسل رنينة إذا تلاقت مداراتها .ومدارات الكواكب تتلاقى إذا توقفت هجرة الكوكب الداخلية عند الحافة الداخلية لقرص الغاز، مما يؤدى إلى أنظمة مدارية محكمة للكواكب الداخلية.